# Найт (остров, Аляска)
Найт (англ. Knight Island) — остров в заливе Аляска, в западной части пролива Принца Уильяма. В административном отношении относится к зоне переписи населения Чугач, штат Аляска, США.
Расположен к северу от острова Монтагью. Площадь Найта составляет 277,2 км², что делает его 54-м крупнейшим островом США. Постоянного населения нет. Большая часть острова входит в состав национально леса Чугач. Северное и восточное побережья острова были сильно загрязнены при разливе нефти из танкера Эксон Валдез в 1989 году.